# South Dock
South Dock est l'un des deux quais conservés des anciens quais commerciaux de Surrey à Rotherhithe en Angleterre.
Il a été construit en 1807–1811 juste au sud du Greenland Dock (en), auquel il est relié par un canal maintenant connu sous le nom de Greenland Cut ; il dispose également d'une écluse donnant accès à la Tamise. Initialement nommé East Country Dock, il a été renommé en 1850 lorsque la Surrey Commercial Dock Company l'a acheté et agrandi. Le bois et les céréales étaient les principaux produits importés et exportés sur le dock.

## Histoire
Le quai est gravement endommagé par les bombardements allemands pendant la Seconde Guerre mondiale. En raison des dommages causés par les bombes du Greenland Dock, le South Dock devient la seule issue du quai. Il est asséché et utilisé en 1944 pour la construction de sections en béton pour les ports Mulberry utilisés le jour J. Après la guerre, il est réparé et les entrepôts environnants reconstruits.
La renaissance des Surrey Docks s'est avérée de courte durée avec l'avènement de la conteneurisation à partir des années 1960. Les nouveaux porte-conteneurs étaient beaucoup trop gros pour être logés dans les quais en amont de Londres et, à quelques exceptions près, la majeure partie du commerce fluvial se déplaçait en aval vers Tilbury et d'autres ports plus modernes du pays. Les quais de Surrey ont fermé en décembre 1970 et ont été vendus au London Borough of Southwark en 1977.
Bien que la plupart des quais de Surrey aient été convertis en terrains résidentiels, commerciaux ou industriels légers, South Dock a échappé à ce sort. Les anciens entrepôts ont été démolis et remplacés par des blocs résidentiels, tandis que le quai lui-même a été rénové. Le développement résidentiel dans la région a reçu un financement de la London Docklands Development Corporation, érigeant des bâtiments uniques, tels que Baltic Quay. En 1994, South Dock a rouvert ses portes en tant que plus grand port de plaisance de Londres, avec plus de 200 postes d'amarrage.